# Prioritarismo
El prioritarismo o la visión prioritaria es una visión dentro de la ética y la filosofía política que sostiene que la bondad de un resultado es una función del bienestar general de todos los individuos con un peso extra dado a los individuos más desfavorecidos. El prioritarismo se asemeja al utilitarismo, en una forma de consecuencialismo agregado; sin embargo, difiere en que no pondera el bienestar de todos los individuos por igual, sino que prioriza a los individuos que están en peor situación económica.

El término "prioritarismo" fue acuñado por el filósofo moral Larry Temkin en un esfuerzo por explicar la forma no igualitaria de la teoría. Richard Arneson, un defensor de la opinión, ofrece la siguiente formulación: 

El prioritarismo sostiene que el valor moral de lograr un beneficio para un individuo (o evitar una pérdida) es mayor, cuanto mayor sea el tamaño del beneficio medido por una escala de bienestar, y mayor, menor será el nivel de bienestar de la persona a lo largo de su vida, aparte de la recepción de este beneficio.

Al igual que los utilitarios, los prioritarios creen en la maximización del valor moral o de la bondad, siempre que esta última consista en algo más que en el bienestar general. El prioritarismo dice que los beneficios para los más desfavorecidos son más importantes que los beneficios para los más favorecidos.

## Distinción de utilitarismo
Para agudizar aún más la diferencia entre utilitarismo y prioritarismo, imagine una sociedad de dos personas: sus únicos miembros son Jim y Pam. Jim tiene un nivel extremadamente alto de bienestar, es rico y vive una existencia feliz. Pam, por el contrario, tiene un nivel extremadamente bajo de bienestar, está en extrema pobreza, viviendo una existencia infernal. Ahora imagina que tenemos algunos recursos gratuitos (digamos, 10.000 dólares) que podemos distribuir a los miembros de esta sociedad como mejor nos parezca. Bajo circunstancias normales, debido a la disminución de la utilidad marginal del dinero, los $10,000 generarán más bienestar para Pam que para Jim. 
Por lo tanto, bajo circunstancias normales, un utilitario recomendaría dar los recursos a Pam. Sin embargo, imagínese que Jim, por la razón que sea, aunque ya sea muy rico, ganaría tanto bienestar al recibir los $10,000 como lo haría Pam. Ahora bien, dado que no hay diferencia en términos de bienestar general en cuanto a quién recibe los $10,000, los utilitarios dirían que no hay ninguna diferencia en absoluto en cuanto a quién recibe los $10,000. Los prioritarianos, por el contrario, dirían que es mejor beneficiar a Pam, el individuo en peor situación económica.

## Ventajas
El prioritarismo no sólo sirve como un "desempate" (como en el caso anterior), sino que puede ir en contra de la utilidad general. El prioritarismo es posiblemente más consistente con el pensamiento moral de sentido común que el utilitarismo cuando se trata, especialmente debido al énfasis del prioritario en la compasión.
También es posiblemente más coherente con el sentido común que las formas radicales de igualitarismo que sólo valoran la igualdad. El prioritarismo no otorga ningún valor intrínseco a la igualdad de bienestar entre los individuos y no consideraría que un movimiento hacia una distribución más equitativa del bienestar es mejor si no se beneficia a los más desfavorecidos.
Además de tener ventajas potenciales sobre el utilitarismo y el igualitarismo radical, el prioritarismo también evita algunas implicaciones supuestamente embarazosas de un punto de vista relacionado, el principio minimax (también note el principio de John Rawls, justicia con equidad). El principio maximin clasifica los resultados únicamente en función del bienestar de los miembros más desfavorecidos de la sociedad.  Por lo tanto, puede considerarse como una versión extrema del prioritarismo.

## Objeciones
Las objeciones al prioritarismo incluyen muchas de las objeciones estándar que se adhieren al consecuencialismo agregado, por ejemplo, la reprobable conclusión y las objeciones relacionadas que se basan en la aparente inverosimilitud de ciertos equilibrios. También hay objeciones a cuantificar, medir o hacer comparaciones interpersonales del bienestar, que se oponen a la mayoría, si no a todas las formas de consecuencialismo agregado, incluido el prioritarismo.[cita requerida]
Otra objeción al prioritarismo se refiere a la importancia que debe darse al bienestar de los más desfavorecidos. Puede haber cuestiones de arbitrariedad o de "intuición descuidada" al acecho. Los prioritarios se enfrentan a la tarea potencialmente incómoda de equilibrar el bienestar general con la prioridad. Cualquier teoría que deje espacio para el juicio en casos particulares también es susceptible a ese tipo de objeción sobre la negligencia o la arbitrariedad. Un prioritario podría afirmar que la cantidad de peso que se le debe dar al bienestar de los más desfavorecidos es algo que debe ser calculado en equilibrio reflexivo, o que si los pesos no pueden ser determinados con exactitud, existe un rango de pesos que es aceptable o justificable.[cita requerida]